# Agron Jano
Agron Jano (Fier, 5 febbraio 1954 – Tirana, 10 marzo 2013) è stato un architetto e pittore albanese.

## Biografia
Nacque a Fier il 5 febbraio 1954. Si laureò in architettura presso l'Università di Tirana nel 1977, insegnando a partire dall'anno successivo presso la Facoltà di architettura e urbanistica (trasferita a partire dal 1991 all'Università Politecnica di Tirana).
Dopo la laurea ha redatto diversi progetti tra cui quello per la cattedrale di San Giorgio a Fier, realizzata tra il 1997 e il 2007, quello per la ricostruzione del palazzo delle Brigate a Tirana oltre che un progetto per la cattedrale della Resurrezione di Cristo a Tirana, con cui si è aggiudicato il secondo posto. Nel 2008, insieme a Mario Campi e Fabio Reinhart, ha realizzato un progetto per il nuovo palazzo dell'Assemblea dell'Albania, che ha vinto il primo posto in un concorso di idee per l'ampliamento della sede del parlamento albanese.
Tra il 2001 e il 2008 e nuovamente tra il 2012 e il 2013 è stato presidente dell'Associazione degli Architetti d'Albania. Si sposò con la linguista Kristina, da cui ebbe un unico figlio, Marini.
Ha anche realizzato diversi dipinti, molti dei quali ambientati nelle sue varie destinazioni di viaggio tra cui Lombardia (la Brianza in particolare), Budapest, Parigi e Stati Uniti d'America. Ha organizzato mostre in Italia nel 1993 e nel 2012, quest'ultima tenutasi allo Spazio Broletto di Como, oltre che in Albania presso il Museo storico nazionale nel 2011.
Il 9 marzo 2013 è caduto dal quarto piano del palazzo in cui risiedeva a Tirana, morendo il giorno successivo in ospedale. La sua morte è stata definita come un suicidio causato da un disturbo depressivo.
Nel 2016 la Galleria nazionale d'arte ha ospitato una mostra retrospettiva in sua memoria mentre nel 2020 il comune di Tirana gli ha intitolato una strada nei pressi della facoltà in cui ha insegnato per circa 36 anni nell'ambito delle iniziative promosse per il centenario della città.